# 北美独行菜
北美独行菜（学名：Lepidium virginicum）为十字花科独行菜属的植物。分布于美洲、欧洲以及中国大陆的江苏、河南、江西、福建、广西、山东、浙江、湖北、安徽等地，常生长在田边和荒地，目前尚未由人工引种栽培。

## 别名
独行菜（台湾植物志）、小團扇薺、葶藶子、土荊芥穗、辣菜、大葉香薺菜。